# Marie Vierdag

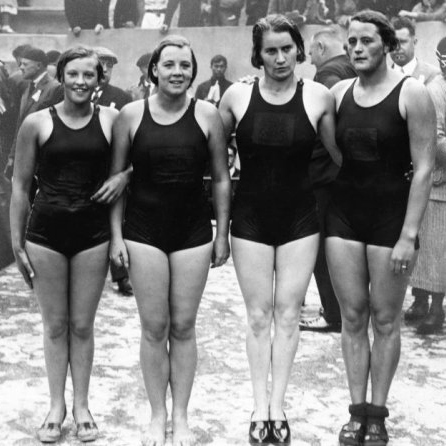
V. l. n. r.: ten Ouden, Braun, Truus Bouwmeester und Marie Vierdag (1931)

Marie Smit-Vierdag (* 22. September 1905 in Amersfoort; † 17. Juli 2005 ebenda) war eine niederländische Schwimmerin.

## Sportliche Karriere
Vierdag stand an der Wiege der niederländischen Erfolge bei den internationalen Schwimmwettkämpfen der 1920er und 1930er Jahre. Mit zwei Europameistertiteln und einer olympischen Silbermedaille schaffte sie als eine der ersten Schwimmerinnen ihres Heimatlandes den Durchbruch an die Weltspitze.
Vierdag machte bereits als 16-Jährige auf sich aufmerksam, als sie 1922 die Niederländischen Rekorde über 100, 200 und 1500 Meter Freistil verbesserte. 1924 nahm sie in Paris erstmals an Olympischen Sommerspielen teil. Auf ihrer stärksten Strecke, den 100 Metern Freistil, konnte sie sich für den Endkampf qualifizieren.
Im Jahr darauf gewann sie in Bologna bei den erstmals für Frauen veranstalteten Schwimmeuropameisterschaften über die gleiche Strecke in 1:15,0 Minuten den Titel. Zusammen mit der niederländischen 4-mal-100-Meter-Freistilstaffel sicherte sie sich in der Zeit von 5:11,6 Minuten die Silbermedaille.
1928 nahm sie in Amsterdam als Mitglied der 4-mal-100-Meter-Freistilstaffel an den Olympischen Spielen teil. Das Team wurde jedoch während des Wettkampfs disqualifiziert. Drei Jahre später rehabilitierte sich die Staffel und gewann bei den Schwimmeuropameisterschaften in Paris in der Besetzung Truus Bouwmeester, Marie Vierdag, Willemijntje den Ouden und Maria Johanna Braun den Titel.
Im Jahr darauf startete Vierdag in Los Angeles zum dritten Mal bei Olympischen Spielen und feierte ihren größten Erfolg. Zusammen mit Willemijntje den Ouden, Maria Oversloot und Corrie Laddé errang sie in der Europarekordzeit von 4:47,5 Minuten hinter der US-Staffel die Silbermedaille.
Nach Beendigung ihrer aktiven Karriere arbeitete sie als Sportlehrerin und Physiotherapeutin. Marie Smit-Vierdag starb am 17. Juli 2005, zwei Monate vor ihrem 100. Geburtstag.